# Lorenzo Stovini
Lorenzo Stovini (* 24. November 1976 in Florenz) ist ein italienischer ehemaliger Fußballspieler auf der Position des Innenverteidigers.

## Karriere
Ausgebildet in der Fußball-Jugend vom AS Rom, wechselt Stovini im Alter von zwanzig Jahren zu Vicenza Calcio, mit dem er in der Saison 1997/98 (31. August 1997, Sampdoria – Vicenza 2:1) sein Debüt in der Serie A gab.
Nach zwei Jahren und 48 Ligaspielen mit dem Trikot der venezianischen Mannschaft wurde er von Reggina Calcio für die Saison 1999/00 verpflichtet. In den zwei Jahren, die er in Kalabrien spielte, konnte der Abwehrspieler 66 Spiele bestreiten und ein Tor erzielen.
Im Jahr 2001 wechselte Lorenzo Stovini zu US Lecce in die Serie A. Mit der Mannschaft aus Apulien spielte er vier Meisterschaften und erzielte ein Tor. Er war von November 2005 bis 2006 Kapitän des Teams. Nach einer sehr positiven Saison 2004/05, kam er für eine Nominierung in die italienische Nationalmannschaft infrage, jedoch spielte er in der Saison 2005/06 nicht mit Kontinuität. Am Ende der Meisterschaft, mit dem Abstieg von Lecce in die Serie B, unterschrieb Stovini einen Dreijahresvertrag bei Calcio Catania, einem Neuaufsteiger in die Serie A. In den zwei Jahren bei Catania bestätigte Stovini ein guter Verteidiger zu sein. Mit 71 Spielen und drei Toren wurde er zu einem der besten Spieler im Verein.